# Adler Trumpf Junior 1G/E
Adler Trumpf Junior 1G/E var en framhjulsdriven bilmodell från Adler som tillverkades mellan 1934 och 1941.

## Galleri

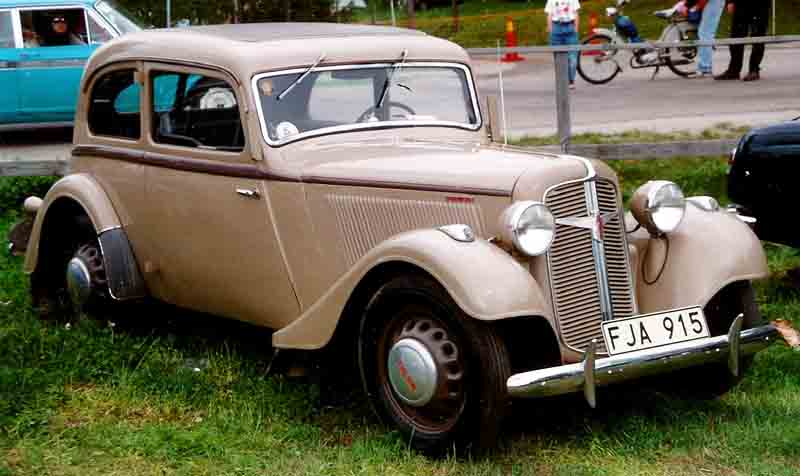
Adler Trumpf Junior Limousine 1938
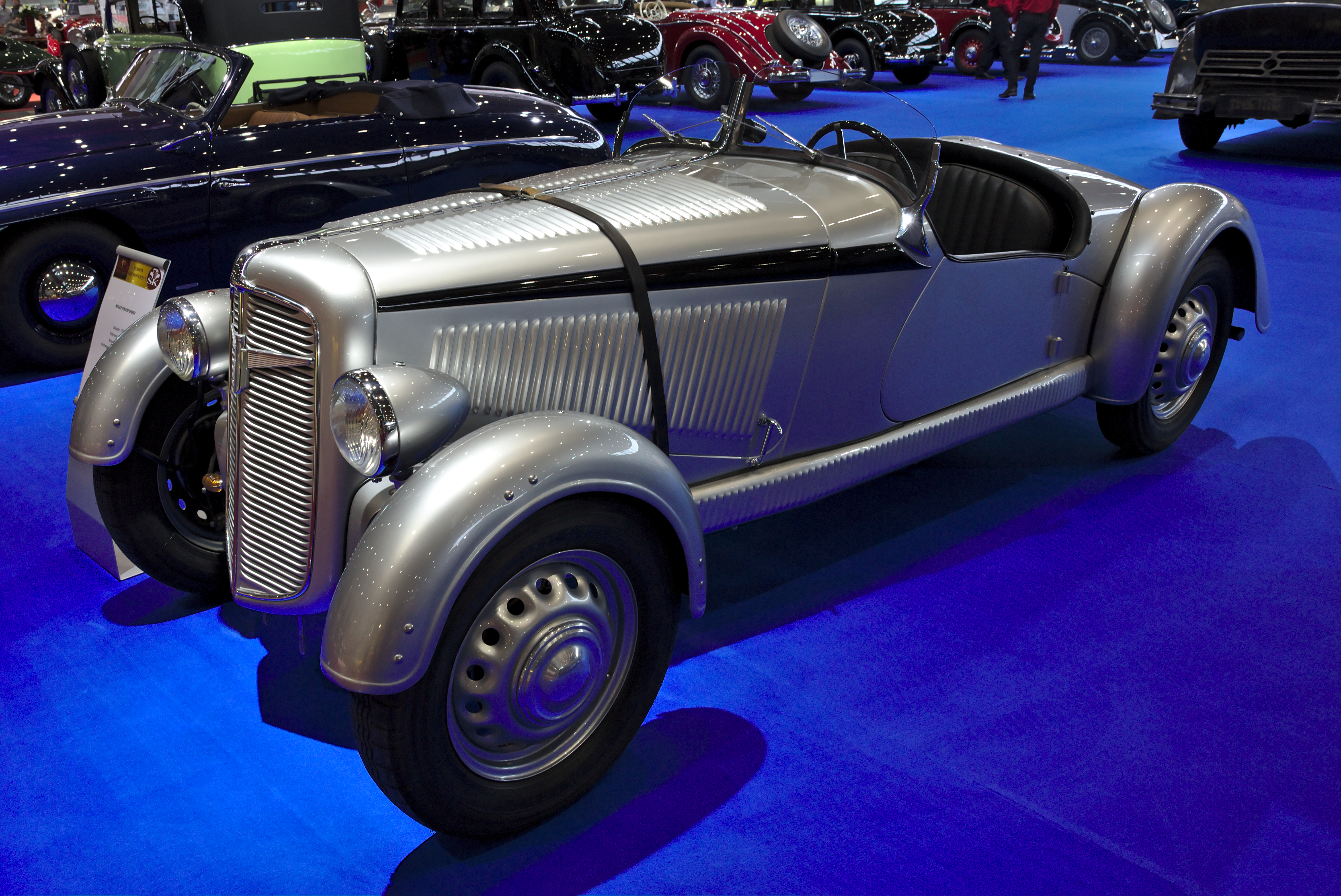
Adler Trumpf Junior Sport-Cabriolet 1938
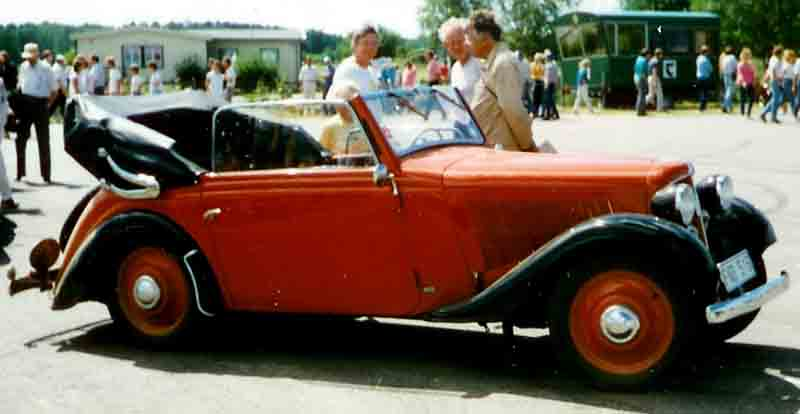
Adler Trumpf Junior Cabriolet 1938
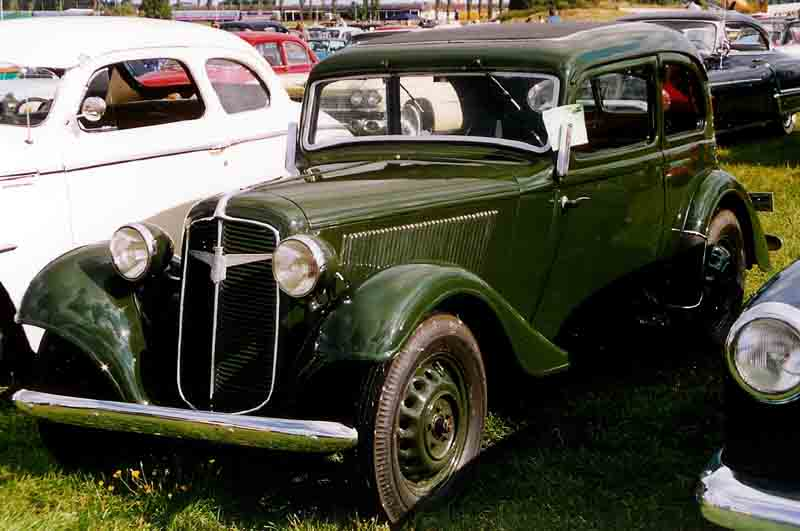
Adler Trumpf Junior Limousine
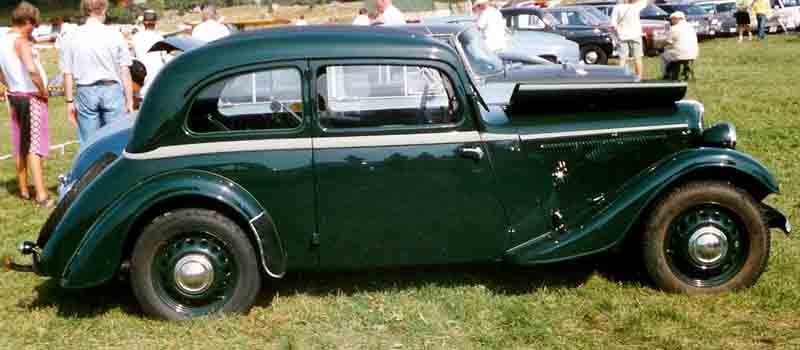
Adler Trumpf Junior Limousine
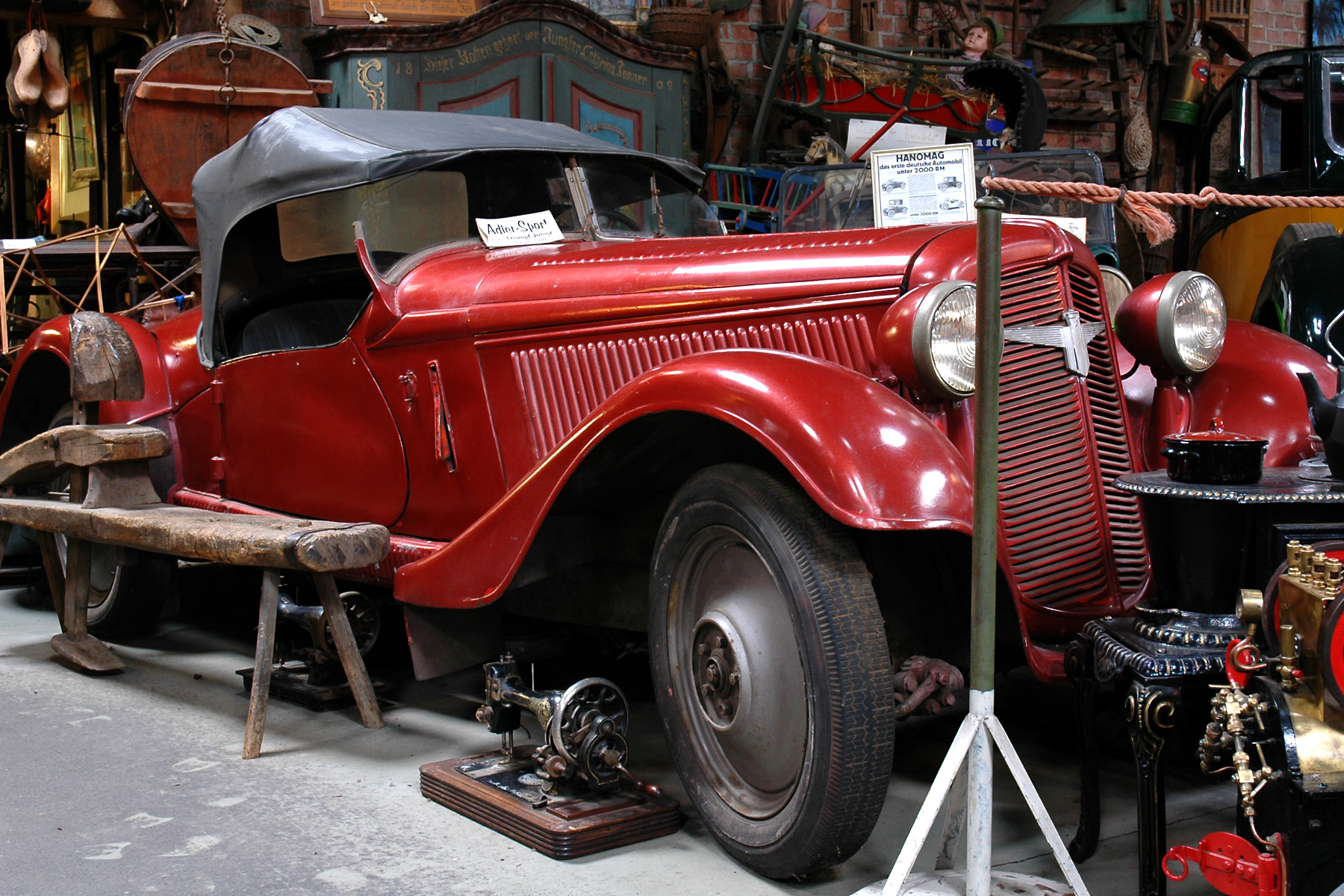
Adler Trumpf Junior Sport, 1936